# Ablaktacja
Ablaktacja (zbliżenie) – metoda szczepienia drzew owocowych, roślin ozdobnych i winorośli, poprzez połączenie dwóch rosnących obok siebie roślin (podkładki i zrazu), a po ich zrośnięciu, odcięcie jednej z nich (zrazu) od własnego systemu korzeniowego.